# Labidomera maya
Labidomera maya es una especie de insecto coleóptero de la familia Chrysomelidae.
Fue descrita en 1999 por Daccordi & Lesage.